# Гордон, Кит
Кит Го́рдон (англ. Keith Gordon; 3 февраля 1961 года, Нью-Йорк, США) — американский актёр, кинорежиссёр и продюсер.

## Жизнь и карьера
Гордон родился 3 февраля 1961 года в Нью-Йорке, в семье Марка, актёра и театрального режиссёра, и Барбары Гордон.
Он вырос в семье евреев атеистов.
Кит полюбил кино после того, как отец сводил его на показ фильма Стэнли Кубрика «Космическая одиссея 2001 года», а когда в 12-летнем возрасте он увидел Джеймса Эрл Джонса в бродвейской постановке «О мышах и людях», Гордон твёрдо решил стать актёром.
Первым полнометражным фильмом, в котором Кит Гордон выступил как актёр, стала картина 1978 года «Челюсти 2», где он исполнил роль классного шута Дага. В 1979 году Гордон появился на экране в роли юного Джо Гидеона, протагониста в фильме «Весь этот джаз». Среди его актёрских работ заметны такие роли, как Питер Миллер в эротическом триллере 1980 года «Бритва», Арнольд Каннингем в фильме ужасов 1983 года «Кристина», Ллойд Малдур в драме 1985 года «Легенда о Билли Джин» и Джэйсон Меллон в комедии 1986 года «Снова в школу».
В 1988 году Гордон дебютировал в качестве режиссёра с фильмом «Шоколадная война», повествующем о студенте, который восстаёт против жёсткой иерархии в своей католической школе. В списке других его режиссёрских работ в кино — антивоенный фильм 1992 года «Ночной отбой» о группе американский солдат, участвовавших в Арденнской операции, фильм «Мать Тьма» по одноимённому роману Курта Воннегута), драма «Пробуждая мертвецов» и фильм 2003 года «Поющий детектив» с Робертом Дауни-мл. в главной роли.
Его работы на телевидении включают эпизоды сериалов «Убойный отдел», «Скрещивание Гидеона», «Декстер», «Мост» и «Доктор Хаус».

## Фильмография
| Год         | Название                 | Ориг. название               | Роль |
| ----------- | ------------------------ | ---------------------------- | --- |
| 2020        | Послания из другого мира | Dispatches from Elsewhere    | режиссёр (эпизод «Создатель») |
| 2013 — 2020 | Родина                   | Homeland                     | режиссёр (эпизод «Спокойной ночи», «Трилон и Перисфера», «Сверхсилы», «Честная игра», «Человек в подвале», «Ложные друзья») |
| 2017 — 2019 | Легион                   | Legion                       | режиссёр (эпизод «Chapter 19») |
| 2014 - н.в. | Фарго                    | Fargo                        | режиссёр (эпизоды ≪Это ты сделал? Нет это сделал!≫, ≪Лоплоп≫, ≪Апория≫, ≪Любить кого-то≫) |
| 2014        | Штамм                    | The Strain                   | режиссёр (эпизод «Такое под силу не каждому») |
| 2014        | Оставленные              | The Leftovers                | режиссёр (эпизод «Две лодки и вертолёт») |
| 2011—2012   | Убийство                 | The Killing                  | режиссёр (эпизоды «Красное солнце», «Донни или Мари») |
| 2006—2010   | Декстер                  | Dexter                       | режиссёр (эпизоды «Истина где-то рядом», «Тёмный защитник», «Наступает утро», «Отче наш», «Дела семейные», «Берёшь ли ты Декстера Моргана?», «Грязный Гарри», «Пропавшие парни», «В начале»)/актёр (Кайл Батлер #2, эпизод «Здравствуй, Декстер Морган») |
| 2005        | Доктор Хаус              | House M.D.                   | режиссёр (эпизод «Спортивная медицина») |
| 2003        | Поющий детектив          | The Singing Detective        | режиссёр |
| 2000        | Пробуждая мертвецов      | Waking the Dead              | режиссёр/продюсер |
| 1996        | Мать Тьма                | Mother Night                 | режиссёр/продюсер |
| 1995        | Падшие ангелы            | Fallen Angels                | режиссёр (эпизод «The Black Bargain») |
| 1994        | Я люблю неприятности     | I Love Trouble               | актёр (Энди) |
| 1994        | Убойный отдел            | Homicide: Life on the Street | режиссёр (эпизод «Extreme Unction») |
| 1993        | Дикие пальмы             | Wild Palms                   | режиссёр (эпизоды «Hungry Ghosts», «The Floating World») |
| 1992        | Ночной отбой             | A Midnight Clear             | режиссёр/сценарист |
| 1989        | Полиция Майами           | Miami Vice                   | актёр (проф. Терренс Бэйнс, эпизод «Leap Of Faith») |
| 1988        | Шоколадная война         | The Chocolate War            | режиссёр/сценарист |
| 1986        | Снова в школу            | Back To School               | актёр (Джейсон Мелон) |
| 1983        | Кристина                 | Christine                    | актёр (Арни Каннингем) |
| 1980        | Бритва                   | Dressed To Kill              | актёр (Питер Миллер) |
| 1979        | Весь этот джаз           | All That Jazz                | актёр (молодой Джо) |
| 1978        | Челюсти 2                | Jaws 2                       | актёр (Даг Феттерман) |

## Номинации
Премия «Независимый дух»
- Лучший сценарий — «Ночной отбой» (1992)
- Лучший дебют — «Шоколадная война» (1988)

Кинофестиваль в Сиджесе
- Лучший фильм — Поющий детектив (2003)